# Maurice Ngangtar
Maurice Ngangtar était un homme politique et diplomate tchadien. Il a été ministre des Affaires étrangères du Tchad de 1963 à 1964.